# خط طول 169° غرب
خط طول 169° غرب هو أحد خطوط الطول الجغرافية، والتي تمتد من القطب الشمالي الجغرافي إلى القطب الجنوبي الجغرافي، وحسب التحويل الزمني يتأخر خط طول 169° غرب عن خط غرينتش بـ11 ساعة و16 دقيقة.

## من القطب إلى القطب
ينطلق خط طول 169° غرب من القطب الشمالي نحو القطب الجنوبي مرورا بالمناطق التي ترد في الجدول التالي:
| الإحداثيات                           | البلد أو الإقليم أو البحر | ملاحظات                                                                                               |
| ------------------------------------ | ------------------------- | --- |
| 90°0′N 169°0′W / 90.000°N 169.000°W  | المحيط المتجمد الشمالي    | |
| 71°50′N 169°0′W / 71.833°N 169.000°W | بحر تشوكشي                | |
| 66°33′N 169°0′W / 66.550°N 169.000°W | بحر بيرنغ                 | |
| 65°49′N 169°0′W / 65.817°N 169.000°W | روسيا                     | أوكروغ تشوكوتكا الذاتية — جزيرة Big Diomede                                                           |
| 65°48′N 169°0′W / 65.800°N 169.000°W | بحر بيرنغ                 | مرورا بغرب Little Diomede Island, ألاسكا, الولايات المتحدة (في 65°45′N 168°56′W / 65.750°N 168.933°W) |
| 63°20′N 169°0′W / 63.333°N 169.000°W | الولايات المتحدة          | ألاسكا — جزيرة سانت لورانس                                                                            |
| 63°10′N 169°0′W / 63.167°N 169.000°W | بحر بيرنغ                 | |
| 52°52′N 169°0′W / 52.867°N 169.000°W | الولايات المتحدة          | ألاسكا — جزيرة أومناك                                                                                 |
| 52°51′N 169°0′W / 52.850°N 169.000°W | المحيط الهادئ             | |
| 60°0′S 169°0′W / 60.000°S 169.000°W  | المحيط الجنوبي            | |
| 78°28′S 169°0′W / 78.467°S 169.000°W | القارة القطبية الجنوبية   | منطقة روس, المطالب الإقليمية بالقارة القطبية الجنوبية by نيوزيلندا                                    |